# Sándor Egervári
Sándor Egervári es un exfutbolista y entrenador de fútbol,que desde el 2009 entrena a Hungría.

## Carrera

### Como jugador
- 1968–1970 Kossuth KFSE
- 1971–1972 Budapesti Spartacus SC
- 1972–1976 Budapest Honvéd
- 1976–1977 Szegedi EOL AK
- 1977–1981 MTK
- 1971-1972 Primera División de Hungría - Spartacus SE
- 1972-1981 Primera División de Hungría - Budapest Honvéd y VM MTK
- 1974 Miembro del equipo nacional olímpico

### Como entrenador
- 1993–1996 BVSC Budapest
- 1997 Érdi VSE
- 1997 Al-Ittihad
- 1998–1999 MTK
- 1999–2002 Dunaújváros
- 2002–2004 MTK
- 2004–2005 Vasas SC
- 2006–2007 Al Salmiya Club
- 2007–2009 Győri ETO FC
- 2009–2013 Hungría
- 2016 Diósgyőr VTK

## Premios
Egervari ha recogido numerosos premios durante sus años como técnico superior en Hungría y el Oriente Medio. Fue entrenador del año en 1996, 1999, 2000, 2001, 2003 y 2009